# کازان ریور
کازان ریور (به انگلیسی: Kazan River) رودخانه‌ای است که در کانادا جریان دارد.